# Elinor Whitney Field
Elinor Whitney Field (1889 – 1980) è stata una scrittrice statunitense di letteratura per l'infanzia. Il suo libro Tod of the Fens, per il quale ricevette una medaglia Newbery, fu pubblicato nel 1928. Con Bertha Mahony fondò The Horn Book Magazine, la più antica rivista statunitense dedicata alla recensione della letteratura per bambini.

## Opere
- Tyke-y: His Book and His Mark[2]
- Tod, of the fens (1928)[2]
- Realms of gold in children’s books (1929) (con Bertha Mahony)[3]
- Contemporary illustrators of children's books (1930) (con Betha Mahony)[3]
- Try all ports, 1933
- Five Years of Children’s Books (1936) (con Betha Mahony)[3]
- Illustrators of Children’s Books, 1744-1945 (1947)[3]
- Writing and Criticism: A Book for Margery Bianco (1951)[3]
- Newbery medal books, 1922-1955, with their author's acceptance papers & related material chiefly from the Horn book magazine (1955) (con Bertha Mahony)[3][4]
- Caldecott medal books, 1938-1957, with the artists’ acceptance papers & related material chiefly from the Horn book magazine (1957) (con Bertha Mahony)[3][4]
- Horn book reflections on children’s books and reading; selected from eighteen years of the Horn book magazine, 1949-1966 (1969)[4]